# Edition Steingräber
Edition Steingräber ist der Markenname des Musikverlags Steingräber aus Offenbach, der am 1. Januar 1878 in Hannover von Theodor Leberecht Steingräber gegründet wurde. Die Edition Steingräber widmete sich von Anfang an der Schul- und Unterrichtsmusik, vor allem mit der  „Damm Klavierschule“. Daneben wurde ein  Repertoire klassischer Klavierwerke und Bearbeitungen der klassischen Musikliteratur verlegt. 

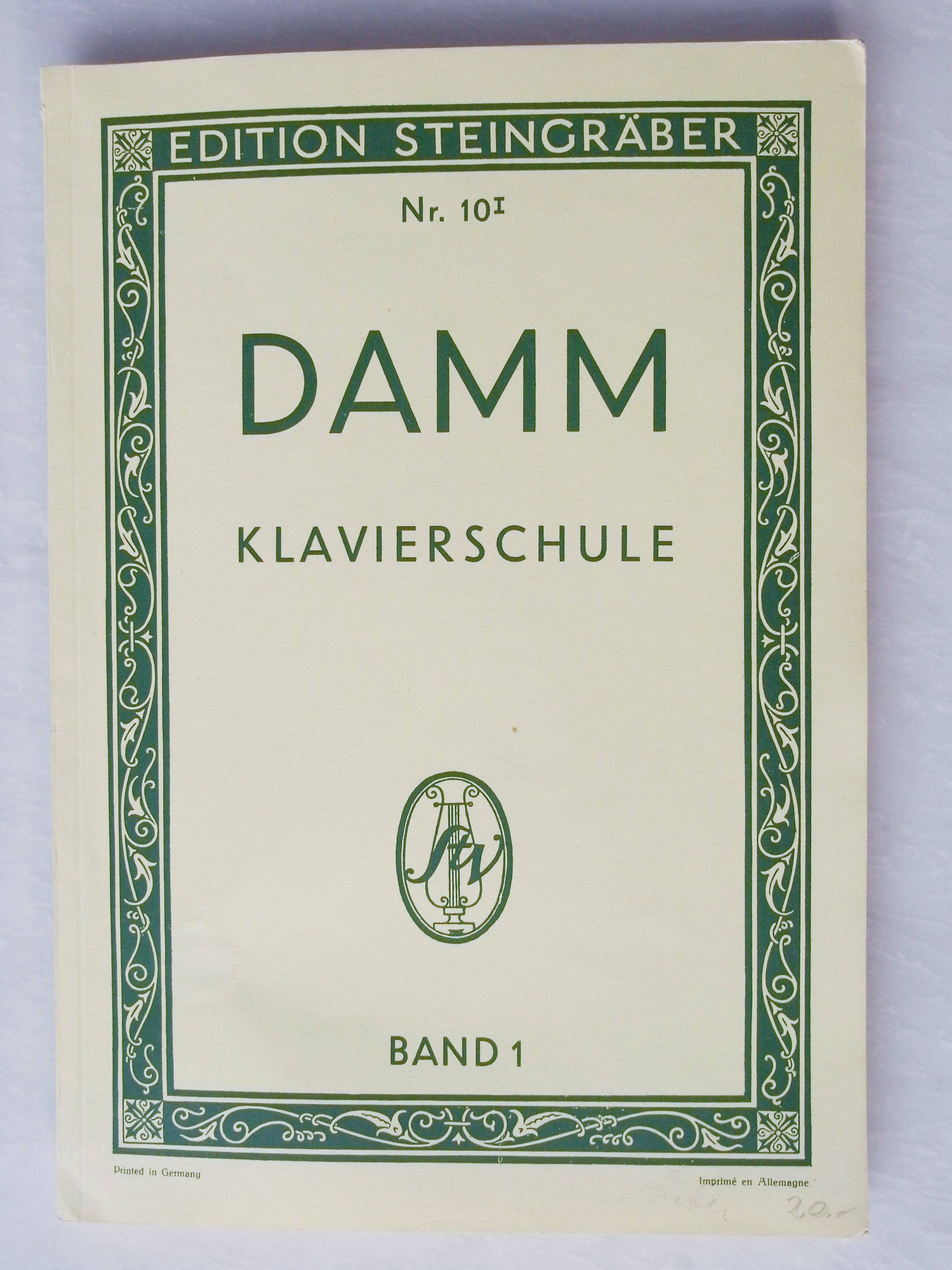
Aktuelles Titelblatt der Damm Klavierschule

## Geschichte

### Vorgeschichte
Steingräber schrieb  unter dem Pseudonym Gustav Damm das Lehrbuch „Damm Klavierschule“ für seine Töchter Clara und Mathilde. Die Vielseitigkeit und die Qualität dieser Klavierschule sprachen sich  herum, so dass Steingräber sie 1868 in einer ersten Auflage veröffentlichte. Ermutigt vom Erfolg der Damm Klavierschule, wandte sich Steingräber auch der Herausgabe klassischer Klavierwerke zu und gründete 1878 den Theodor Steingräber Musikverlag.

### Verlag
Am 1. Januar 1878 wurde der Theodor Steingräber Musikverlag in Hannover gegründet. 1890 übersiedelte der Musikverlag nach Leipzig, die Stadt der Musikverlage. Im Mai 1893 machte Steingräber seinen Schwiegersohn, den Verlags- und Buchhändler Walter Friedel, Ehemann von Clara Steingräber, zum Teilhaber. In diesen Jahren entstanden zahlreiche Kontakte zu jungen Komponisten, deren Werke der Verlag publizierte. Dazu gehören  die von Richard Strauss im Jahre 1886 komponierte Burleske für Klavier und Orchester in D-Moll ebenso wie die von Ermanno Wolf-Ferrari komponierte Serenade für Streicher in Es-Dur (1893).
1904 starb Theodor Steingräber, und damit wurden seine Töchter Clara Friedel, geb. Steingräber, und Mathilde Steingräber Mitgesellschafterinnen des Verlages. Nach dem Tod von Walter Friedel im November 1916 übernahm Georg Heinrich, Schwiegersohn von Clara Friedel, die Geschäftsführung des Musikverlages. Im Zweiten Weltkrieg, während eines Luftangriffs auf Leipzig im Dezember 1943, ging das  Verlagshaus in Flammen auf. Fast alle der etwa 4500 Werke sind dabei verloren gegangen. Der Wiederaufbau nach dem Krieg war entsprechend schwierig.
Mit dem Tod von Clara Friedel am 31. Januar 1953 ging der Verlag in den Besitz ihrer Enkelin Hildegard Pilz über. Im gleichen Jahr wurde das Unternehmen von Leipzig nach Frankfurt am Main und schließlich nach Offenbach am Main verlegt. Hier befinden sich seitdem die Geschäftsräume des Musikverlages. Am 1. August 2009 übergab Hildegard Pilz den Verlag an ihre Tochter Florentine Schröder, geb. Pilz, die in vierter Generation alleinige Inhaberin des Musikverlages ist.
Seit dem 1. Juli 2015 erfolgt der Notenvertrieb durch das Frankfurter Musik-Groß-Sortiment Grahl & Nicklas, Frankfurt. Das Leihmaterial für Orchesterwerke wird von der Edition Peters, Leipzig, betreut.

## Verlagsprogramm

### Schulmusik
Die Edition Steingräber hat sich seit ihren Anfängen auf die Schul- und Unterrichtsmusik spezialisiert. Begonnen hat es mit der Damm Klavierschule, die Theodor Steingräber unter dem Pseudonym Gustav Damm für seine Töchter geschrieben hat. Sie wurde 1868 zum ersten Mal publiziert, und bis 1914 waren mehr als zwei Millionen Exemplare in 12 verschiedenen Sprachen erschienen. Bis ins 21. Jahrhundert hinein hat die Damm Klavierschule hunderte Auflagen mit Millionen Exemplaren erreicht. Die Damm Klavierschule gehört damit zu den weltweit verbreitetsten Noten für Klavierschüler.

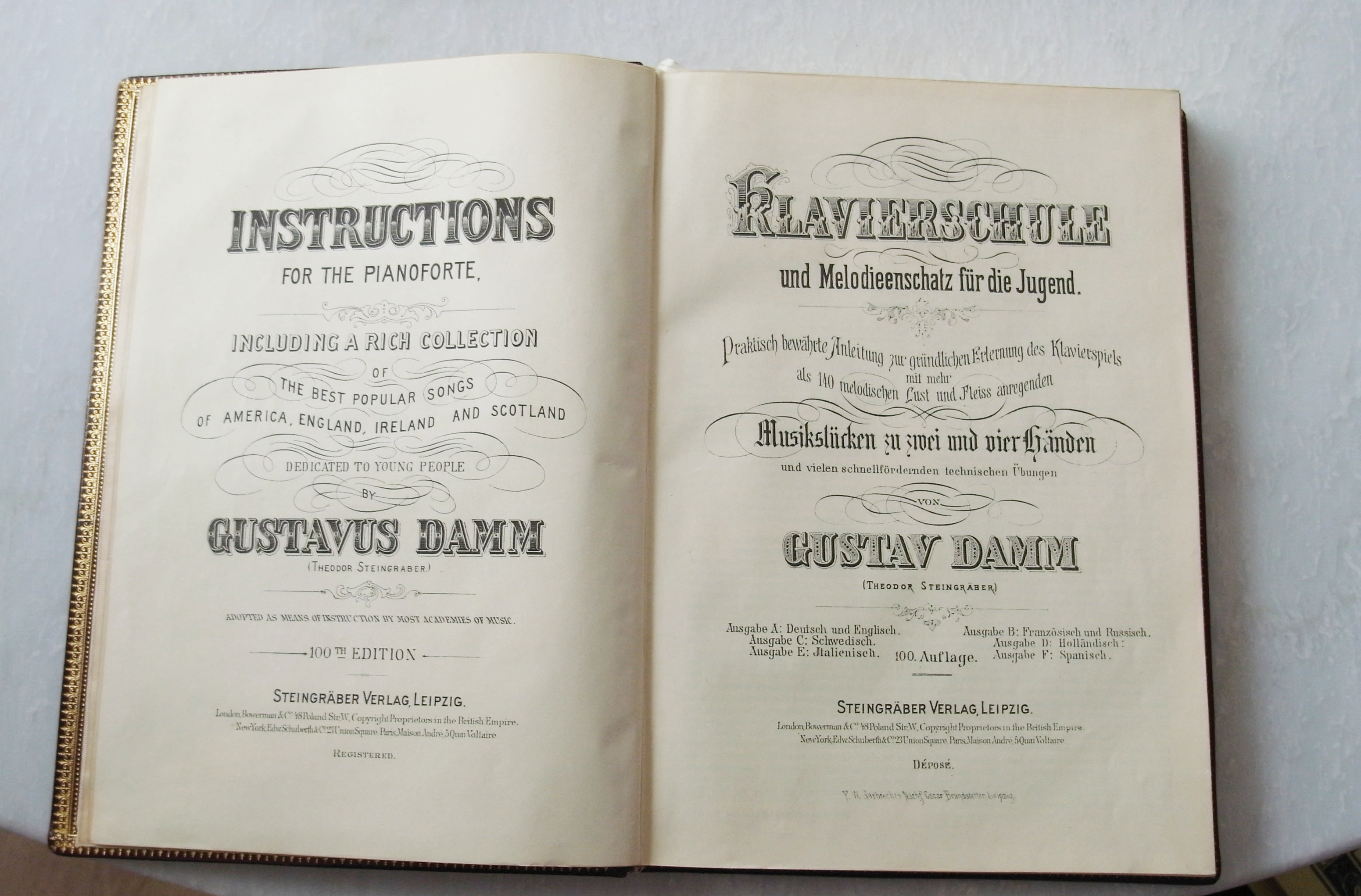
Damm Klavierschule: Innentitel der Jubiläumsausgabe zum 50-jährigen Bestehen des Steingräber Verlags (1928)

### Klassische Werke und Publikationen
Theodor Steingräber wandte sich bald nach Verlagsgründung der Herausgabe klassischer Klavierwerke zu. Durch Quellenstudium entwickelte er wissenschaftliche, fundierte Ausgaben mit spielpraktischen Einrichtungen. Werke von Wolfgang Amadeus Mozart, Johann Sebastian Bach und Ludwig van Beethoven wurden von Musikwissenschaftlern wie Theodor Kullak, Hans Bischoff und Friedrich Stade bearbeitet. Alle diese Ausgaben gehören bis heute zum Repertoire der Edition Steingräber.
Der Schweizer Musikprofessor, Pianist und Komponist Walter Rehberg hat Konzerte für Klavier und Streichorchester von Jean Philippe Rameau bearbeitet, und er hat sämtliche Klaviersonaten von Franz Schubert neu bearbeitet, teilweise ergänzt und mit Fingersätzen versehen.
Der Steingräber Musikverlag hat Werke von Henri Marteau, französischer Violinist und Komponist, herausgegeben und seine etwa hundert Bearbeitungen der klassischen Violinliteratur. In der Person Walter Friedels, von 1893 bis 1916 Leiter des Musikverlages, begegnete Henri Marteau 1909 einem Verleger, der Marteaus pädagogischen Fähigkeiten so hoch einschätzte, dass er ihm den Auftrag für diese umfangreiche Bearbeitung anbot. Diese gewaltige Aufgabe sollte sich bis zum Ende seines Lebens erstrecken. Eine der wichtigsten Bearbeitungen, war die  Herausgabe der sechs Solosonaten von Johann Sebastian Bach.
Sein Violin-Konzert C-Dur op.18  wurde 2012 re-orchestriert und liegt als umgestaltete Werkfassung wieder vor.
Die Edition Steingräber nahm Kontakte zu jungen und zeitgenössischen Komponisten auf, deren Werke sie dann publizierte. Die Musik des frühen 20. Jahrhunderts ist mit namhaften Komponisten vertreten. Dazu gehören die von Eduard Erdmann 1920 komponierte Sinfonie für großes Orchester Nr. 1 op. 10, das Konzert für Streichorchester op.44 (1923) von Rudolf Moser, das Streichquartett Nr. 1 E-Dur op. 1 (1920) von Hermann Scherchen, sowie das Klavierquintett C-Moll op. 3 (1912) von Max Trapp. Die 1923 komponierte Große Oper Sakahra in 3 Akten von Simon Bucharoff wurde 1926 in Frankfurt welturaufgeführt.
Darüber hinaus liegen in der Edition Steingräber Unterrichtswerke von Klavierlehrern und Musikpädagogen wie Josef Pischna und C. Schütze vor. Die Sonatinen von Muzio Clementi wurden von Richard Kleinmichel und Willy Rehberg überarbeitet.